# 綾波零
綾波零（日语： Ayanami Rei ?，又譯綾波麗）是日本動畫《新世纪福音战士》的女主角之一，亦有在同名漫画版以及众多衍生作品中登场。角色由原版動畫的導演庵野秀明構思，貞本義行负责角色设计，林原惠担任配音员。在原版動畫中，綾波零是一名沉默寡言的14歲少女，駕駛著EVA試作零號機對抗使徒。她個性冷漠、彷彿沒有感情，對自己的存在感到消極、空虛，但隨著故事推進，在與男主角碇真嗣進行一系列的互動後，她逐漸有情感化的表現。
庵野僅給予貞本設計方針，其餘部分就交由他發揮。貞本在小說《雪鵝》和日本樂團筋肉少女帶的歌曲的影響下發想出零的形象，並稱零是與另一位女主角明日香相對比、像一個母親一樣的角色。外貌設定上，貞本以他的前一部漫畫作品《孤島之鬼》裡的角色作為外表的藍本，並將她設定成一個黑髮黑眼的角色，後來因為希望更有特色而改成了藍髮紅眼。在庵野的構想中，零代表的是真嗣心裡無意識的部分，也是真嗣的恋母情结作用的對象之一。
動畫於1995年首播之後，綾波零獲得了廣大的人氣，是早期萌文化的代表性角色，時至今日仍經常登上角色人氣排行榜。零的性格特質被歸類為「無口」，啟發了後世許多動漫角色，她在周邊商品、流行文化、Cosplay、跨媒體製作等方面也有一定的影響力。

## 劇中表現
綾波零出生在人工進化研究所的3號分室，生日不詳。零是根據男主角碇真嗣之母碇唯被EVA初號機吸收之後的「殘餘」所創造出來的，位在Geo Front的本部深處還有許多零的複製人。所有複製人的靈魂都來自第二使徒莉莉絲。這些情報被列為機密，只有極少數人知情。2010年，當時的研究所所長兼真嗣之父碇源堂將當時10歲的零以「熟人的孩子」名義介紹給NERV員工認識。零向源堂的左右手兼情婦赤木直子透露源堂背地裡叫她「老太婆」的事，因而遭直子掐死，直子隨後墜落自殺。第一個零死後，後繼的第二個零被喚醒，並於2014年進入第3新東京市的市立第一中學就讀。第二個零被馬爾杜克機關選為第一個EVA駕駛员，亦即「第一適任者」，負責駕駛EVA試作零號機迎戰使徒。她對源堂表現出絕對的服從。
原版動畫的主線從2015年開始。當時14歲的零雖然負傷纏著繃帶，但還是奉命迎擊使徒薩基爾，並和被源堂召來的真嗣初次見面。後來真嗣也進入市立第一中學，兩人成了同學。起初她對真嗣不理不睬，且出於對源堂的仰慕和信賴而不能接受真嗣對父親的抱怨。兩人在對付使徒雷米爾時首度聯手出擊，由零駕駛零號機掩護真嗣狙擊。擊敗使徒後零號機失去動力，真嗣不顧危險打開插入栓找到零。零對此感到高興但不知如何表達，在真嗣的建議下對他露出微笑。之後，零逐漸對真嗣敞開心房，原本完全順從源堂意志的她也開始對自身存在和渴望之物有了更多認識。在迎擊使徒阿米沙爾時，零為了救真嗣而選擇讓零號機自爆，和敵人同歸於盡，在最後察覺到自己對真嗣的心意。第二個零身亡後，NERV喚醒了第三個零，並在她身上纏上繃帶做出奇蹟生還的假象。第三個零沒有前一任的記憶，NERV成員葛城美里察覺到不對勁而逼問赤木直子的女兒赤木律子，律子坦承了一切，並出於嫉妒將零的複製人全部銷毀。之後真嗣殺死了最終使徒渚薰，源堂帶著零前去發動人類補完，角色們各自進入自我心理的質問。最後真嗣做出了自己的決定，零和其他人站在一起為他鼓掌。
劇場版《新世紀福音戰士劇場版：Air/真心為你》的重製版結局中，描寫了零在人類補完中的作用。在SEELE透過真嗣駕駛的初號機進行補完儀式的同時，源堂用植入了使徒亞當的手插入零的身體，讓亞當與零體內的莉莉絲靈魂融合來發動補完，目的是將全人類的魂魄歸為一體，他才能與碇唯重逢。然而零的心向著真嗣，拒絕讓源堂來主導補完。零直接吸收了亞當並和莉莉絲的肉體結合，前去探詢真嗣的想法，最後按照他的願望中止補完，留下真嗣和另一位EVA駕駛惣流·明日香·蘭格雷在一片LCL之海中。補完中止時，有著零外表的莉莉絲也隨之崩解。

## 角色幕後

### 姓名設定

初期草案，一旁標記著一個名字「Yui Ichijo」

綾波零的姓名由原版動畫的導演庵野秀明決定。她的名取自《美少女戰士》裡面的角色火野玲（火野 レイ）。庵野打算以此拉攏《美少女戰士》的系列導演幾原邦彥來參與《新世纪福音战士》（简称《EVA》）的製作，但最後並沒有成功。對應到的其中一個日本汉字有「0」或「無」的意思，正好符合她駕駛的EVA試作零號機。至於姓氏的出典則是大日本帝國海軍的綾波號驅逐艦，和其他許多《EVA》角色一樣是借用船艦之名。

### 形象構思
角色設計師贞本义行表示，零的角色設計本身和《EVA》無關，他早就想創造一個像零這樣的「繃帶少女」角色。這個想法的開端最早來自於英文小說《雪鵝》，貞本讀完之後備受感動，因而好奇書中女主角實際看起來是什麼感覺。小說最後一幕引領讀者走進一個房間，屋內有張畫著一個白皙女孩的油畫，彷彿就像空無一物的房間裡站著一個女孩，貞本稱他有接收到這樣的視覺意象。另一方面，貞本成了日本樂團筋肉少女帶主唱大槻賢二的粉絲，在聽歌曲大耳垂的孩子時覺得當中有個女孩的喃喃獨白很不錯，便告訴鶴卷和哉，他想創作一個用這種聲音說話的女孩。雖然貞本沒有將這點告訴庵野，但後來決定的聲優林原惠有著類似的音色，讓貞本覺得很不可思議。
要設計零的時候，庵野只給了贞本簡短的備忘錄，賦予貞本很大的創作空間。貞本在1996年書籍中稱，庵野在備忘錄上寫了血型之類的簡單形象，但1997年書籍的訪談裡，貞本說他只記得備忘錄上寫著「無口的少女」，以及形象陰沉、講話是用嘰咕低語的方式等特徵。庵野也指示過貞本：「別的不管，總之她得是個非常不快樂的少女，而且沒什麼存在感。」貞本覺得這些形象和他想創作的女孩頗有重疊，便將心中形象用在此處。
貞本第一次意識到「繃帶少女」這個概念，是在閱讀吉田戰車的漫畫的時候。零身纏繃帶的設計靈感來自筋肉少女帶的另一首歌可以去往任何地方的郵票當中的歌詞「包著繃帶的蒼白少女」（包帯で真っ白な少女）。貞本在聽這首歌時產生一種可憐的感覺，想要畫一個「因為某種宿命而非得駕駛機械人不可的女孩」，零這個角色因而誕生，時間點比設計主角碇真嗣還早。貞本表示，雖然零比起一般基於商業性考量的豔麗女英雄來說較為樸素，但「因為話不多，只能藉由視線、表情去表達，所以她的視線會給人強烈的印象。」與另一位女角色惣流·明日香·蘭格雷相比，貞本認為，如果說明日香是真嗣憧憬的異性象徵，那麼零就是個像「母親」一樣的角色，並稱零是「與明日香相反的陰」。

### 造型設定

穿著校服的草案

貞本用上一部漫畫作品《孤島之鬼》（孤島の鬼）裡的角色作為零外表的藍本，再將頭髮弄得散亂些，變成像wolf hair的。和最終成品不同，製作團隊一開始計畫將所有《EVA》角色設定成日本人的樣子，髮色和膚色全員一致，只透過髮型來讓人分辨。也因為庵野希望零是個「短髮的沉穩角色」，零當時的設計是黑髮黑眼。不過貞本提議在其他女角色都是黑髮的情況下，只讓零一人有著一頭藍髮，如同前一個企劃《苍之乌尔》中的男主角是唯一的藍髮角色一般。庵野得知之後提議將零的眼睛畫成紅色，貞本一開始有點錯愕，嘗試後覺得很酷便採用。這樣的設計也是要讓觀眾能一眼就將零和明日香做出區別（零是藍髮紅眼睛，明日香是紅髮藍眼睛）。另外，零常常穿著黑色的襪子，貞本表示這是因為他就讀中學時看到女子手球隊隊員都穿這樣，心裡就有了種「戰鬥少女=穿黑襪」的認知。

### 劇情編寫
和其他《EVA》的角色一樣，庵野將部分的自我投射在了零身上，例如零吃素不吃肉的設定。庵野稱零這個角色是從他最核心部分的深層自我誕生的，並表示：「我盡可能不去干涉，只是將流露出來的東西加以塑形。」《EVA》的製作過程中，庵野感覺自己對零不是特別有興趣，和她也沒有什麼共同點。零在第5集才被正式介紹，在這集中她的台詞只有7句共52個字，到了第6集也不過25句。之後有很長一段時間零都被晾在一邊，例如第8集她完全沒有戲份，第7集也只讓她短暫出現在一個鏡頭裡。庵野坦言，他在製作《EVA》時一度把零給忘了。他甚至表示，在第6集最後零笑給真嗣看那段中，如果她與真嗣成功心意相通了，那麼這個角色其實到那裡就已經玩完了。
經過幾集後，庵野決定把焦點放在零身上，探索她的情感，於是在第14集中給了她一段意識流的獨白。庵野在創作獨白時想讓她往「精神分裂」的方向發展，但因為不知道如何刻劃瘋狂的感覺而無從下筆。有人將雜誌書《別冊寶島》的某一期借給庵野，裡面有與精神疾病相關的內容。書中收錄的一首精神病患寫的詩讓庵野深受啟發，頓時文思泉湧，很快就把獨白給完成了。第21集提到多年前年幼的零被赤木直子博士掐死，但其實在原劇本裡零並沒有死，只是失去意識，後來在一個赤木博士不在的空指揮室醒來。在製作過程中，動畫導演幾原邦彥對於零的形象被粉絲理想化及當成戀物癖的對象感到氣憤，建議庵野背叛粉絲，將零打回一般的女孩形象，在最後一集結了婚並懷有身孕。庵野拒絕了這項提議。
在庵野的設定中，零代表的是真嗣心裡無意識的部分，並且是真嗣的恋母情结作用的對象之一。庵野受到村上龍的小說《愛與幻想的法西斯》影響，在《EVA》中帶入了西格蒙德·弗洛伊德的精神分析學，特別是恋母情结中戀母仇父的概念。零是真嗣之母碇唯的複製人，與真嗣之父亦即碇唯之夫碇源堂關係密切。起初零盲目地崇拜著源堂，後來與真嗣拉近距離，並對他產生了可能是愛情的感情。庵野表示，他打算以此呈現出「多重構造中的戀母情結」。《EVA》的班底鶴卷和哉直言，零算是真嗣的母親，卻又是和他親近的同學，在某種曖昧的氛圍下可說是個非常色情的設定。鶴卷表示，貞本選擇用比較微妙低調的手法來呈現這點，如果是庵野來的話恐怕會更直接露骨。

### 配音
在原版动画中，綾波零这一角色由女性聲優林原惠配音。在《新世紀福音戰士劇場版》、《福音戰士新劇場版》以及系列衍生电子游戏中，零一角也是由她配音。1995年，林原在節目上說，她對自己正在為一個沉默寡言的少女配音感到驚訝，並表示自己得去做出一些新的挑戰。林原當時詮釋的角色大多較為活潑，所以她一開始參加的是明日香和葛城美里的試鏡，不過庵野看過她配音的OVA《一月的聖誕節》之後覺得她比較適合擔任零的聲優。林原指出，當時的日本動漫中找不到像零這樣話少又氣質冷漠的角色，如果只是要技術性地配出這種感覺，大可以用沒有抑揚頓挫的平板聲音來呈現。但她表示，庵野告訴她，零不是沒有感情，只是不知道什麼是感情，「沒有」和「不知道」有很大的差別，如果是後者，只要懂了一些就會有所成長。
每次不知道如何詮釋零時，林原會進行自我精神探索。她認為零不知道什麼是感情，因而不會忽視本心，而在這種情況下不經意產生的心聲才是零真正的魅力。林原也闡述，感情與言語相連，一般人普遍會欺騙自己，並且在言語中「假裝」，但不懂感情的零不會做這種事。零確實擁有喜悅和悲傷，可是她不會在言語中加以修飾和增減，因此即使在說「謝謝」的時候語氣依舊平淡。零在劇情末段有自問的台詞（例如「我是在哭嗎？」），林原認為這表示零找到了真正的自己，成為了「人」。林原最後表示：「當我在她冷漠的言語之中發現溫暖的思維時，我和她同步了。這真是一件令人感到十分高興的事。」林原惠也身兼碇唯的聲優。

## 性格與內心
|                                            | （綾波零）時常面無表情也不太說話，是個無感情的厭世主義者，她經由「喜歡」上一個人的過程，才第一次知道並了解感情與愛情的存在。 |
| ——庵野秀明提交的企劃書中對綾波零個性的描述 | |

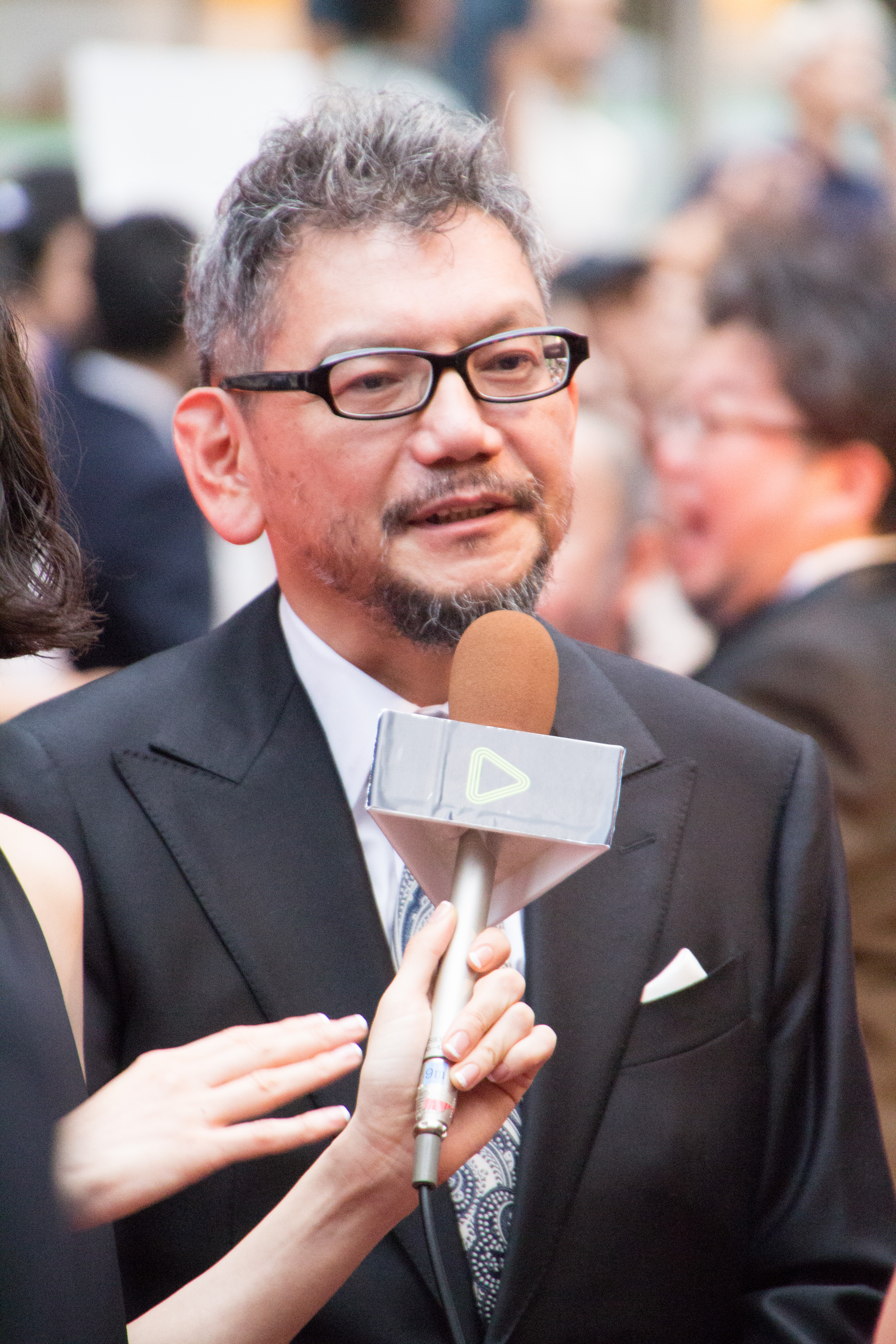
「小零的人氣很高……我認為她是個很安靜的人，話不多，也很少抱怨。我覺得像她這樣的少女在日本很受歡迎。（……）小零嘛，她誕生的目的就只是要駕駛EVA。換句話說，她是複製人。（……）她被創造出來的原因，除了駕駛EVA外，就沒別的了。我不知道她這樣快不快樂。」
——導演庵野秀明

綾波零個性沉默寡言、不善表達且內向害羞。她盡其所能地限制自己與周遭人們的關係，並機械式地執行任何接收到的命令，即便內容相當殘忍無情。她在人際互動上相當內向，有遠離人群的傾向，散發出憂鬱的氣質。零極少顯露出自己的情緒，說話的語氣帶有疏離感，總是一副冷漠陰沉的樣子。根據官方描述，零是個沒有夢想的角色，彷彿能劇面具般面無表情又悲傷。負責人物設計的貞本義行認為，感情變化會使臉部緊張、形成表情，而沒有表情的零該說是不知道感情，抑或只是不知如何表達，這點他無法確定。在冷漠的外表下，零經歷過許多內心衝突、社會異化、生理上的苦痛，以及深不見底的孤寂。這些原因讓零散發出一種神秘難測的氣質，按照貞本的說法，零是影子般的空氣感所創造出來的角色：「或許是可遠觀不可褻玩的少女吧。雖然對她充滿愛慕，但卻無緣一親芳澤。」企劃書上提到零在思維上有厭世主義的傾向，這點在動畫第6集中有所表現。在該集，真嗣詢問她為什麼要冒著危險去駕駛EVA，零回答他原因是她在這件事找到了與他人唯一的「聯繫」，由此可知她的行為也不是出於自身選擇或是唯心主義。另外，因為零是真嗣之母碇唯的複製人，所以在許多方面都和碇唯重疊，不只外表神似，也會對真嗣講相同的話、能和真嗣達到極高的同步。真嗣也曾說零的行為「就像一位母親」。
在動畫第12集中，零表示她覺得出任務前留下遺書是沒必要的事情，並提到自己讨厌吃肉。此外，她的一些台詞透露她沒有月經，可推測她沒有生育能力。零似乎對生活打理和衛生觀念一無所知，這點反映在她住的公寓上——屋內既缺乏清潔又空虛，像是被主人忽視和放棄一樣。根據赤木律子在第5集的說法，零和源堂一樣「在生活方面很笨拙」。在零的公寓裡，地板上散落了好幾本關於种间关系和遗传学的拉丁文文獻。在第25集中，零在人類補完進行時和自己的複製人交談，試圖找出真正的自我。在這段涉及形上學和精神分析学的內心獨白中，零透露了她想死和回歸於無的念頭。庵野指出，零知道自己死後有複製人可以取代她的存在，因此傾向不珍惜自己的生命，同時傷害和孤立自己：「她的存在，和她表面上的存在是短暫的。她是個很悲傷的少女。她擁有的只是她所必須擁有的最低限度。她在某些方面受了傷；她傷了自己。她不需要朋友。」
綾波零的英語配音員阿曼达·韦恩-李表示，雖然零外表看起來冷漠疏離，但她的心中其實還是有一絲絲人心的火花，只是「被消極的自我價值觀和意識到自己是可以被替換的消耗品這兩點給掩蓋住了」。她也指出：「她知道自己可以被取代，但事實證明，她依舊擁有人味。」在第5集，真嗣看到零在源堂面前毫不掩飾喜悅的神情，給人的感覺就像個戀愛中的少女，但幫《EVA》系列撰文的小黑祐一郎認為這可能只是誤會。真嗣多次試圖和零接觸，但零給他的回應都冷漠至極。兩人表面上有交流，但實際上並沒有達到內心的實質溝通，無法理解對方的感受。第6集結尾，兩人攜手擊敗使徒後，零在真嗣的建議下第一次對他露出了微笑，但她是否有接收到真嗣的心意傳達這點端看各人見解。此次事件後，兩人建立起一種了解彼此的感覺，某種程度上類似於母親和兒子的互動。真嗣的行為對零的內心世界造成了極大的影響並改變了她，她也因此多次對真嗣表達出關心和感激之情。

## 文化含義分析
有評論認為，綾波零和其他《EVA》角色一樣與日本神道有所聯繫，而她所對應到的是神道中的太陽神天照大神；天照大神在每一天的黎明都會重生。至於她的三任複製人則有學者用猶太哲學中的卡巴拉思想來解釋，該思想推測人類的靈魂有三種進化階段：「Nefesh」（動物生命之源）、「Ru'ha」（靈魂，讓人類有別於動物之果）和「Neshamah」（精神，讓人類與神接觸之果）。零的形象也常被以月亮來比喻。月亮在人們心中常會聯想到母性、蒼白、被動，甚至是女性的特質，正是這些元素讓零有著神秘莫測、無法觸及的感覺，日本工程師矢野優美子甚至將她比喻為聖母瑪利亞。在動畫第1集中，真嗣在第3新東京市的空蕩街道上看到零的幻影。這個伏筆接續到後來的劇場版《新世紀福音戰士劇場版：Air/真心為你》中，人類補完進行時，眾人的靈魂被零的幻影引導，她就如同「帶來救贖的天使」一般。根據為《EVA》系列撰文的小黑祐一郎的說法，真嗣在街道上看到的零「是從上方觀察著我們的上位者」，這個場景象徵著真嗣打從一開始就受到母親的庇佑。
矢野優美子認為，零的形象和世紀末藝術創作中描繪的脆弱女性有所關聯，並指出當時這種象徵主義的文化很受歡迎。日本建築師兼文化學者森川嘉一郎認為，單單用情色性來解釋零包著繃帶的形象是不完全的，因為這當中也包含對「病態的世代」的濃重投影。在原版動畫的部分橋段中，零的臉部被以病態、變形的扭曲方式呈現，森川將之比做現代藝術家東尼·歐斯勒的作品。而她的包繃帶形象則讓森川聯想到攝影師郝文的一些作品。作家大泉實成在採訪《EVA》製作團隊時將零的形象，和《EVA》播出當時鬧得沸沸揚揚的奧姆真理教的女信徒相提並論，認為她們都「完全相信自己的上師」。部分評論家和學者認為零沉默寡言、不善表達的性格和述情障礙或類精神分裂型人格違常有關。
《動漫畫設計》的編者王受之指出，動畫第16集的標題《致死之病，然後...》（死に至る病、そして）出自索伦·奥贝·克尔凯郭尔的著作《致死的疾病》，書中提到的疾病指的是「人類的絕望」，而零對應到的就是其中的「對自我一無所知的絕望」。香港聖公會諸聖座堂牧師、神學學者范晋豪也認為零反映了現實世界中「沒有真實的自我」這一絕望形態，而她的救贖（補完）是決心認識真實的自我。零居住的地方是战后日本大规模出现的密集廉价住宅團地之写照，不过比现实来得更单调重复，团地住宅楼和单元住房的可复制性亦符合其「複製人」的設定。另一方面，王受之表示，日本學界認為日本80後兒童的孤獨型態有兩種：「小辣妹」（コギャル）和「御宅族」，前者社會化且沉浸於物質世界，後者不社會化但也沉浸於物質世界。相較而言，零既非社會化又遠離物質世界，開創了新的第三種孤獨型態。他認為零要比二戰後難民生存的孤獨型態更加極端，因她的非社會化不僅是現在和將來，更包含過去。21世紀初，日本的自殺案例居高不下，零因為是公認擁有自殺傾向的知名動漫角色而成了媒體關注的對象。庵野表示他能理解為何這樣有自殺傾向的少女角色能吸引日本觀眾，點出這是日本在二戰中敗給美國後人民想像力發展受阻造成的現象：「從那時起，我們接受的教育就不是要培養出成人的教育了，（……）我們簡直成了孩子之國。」

## 其他登場作品

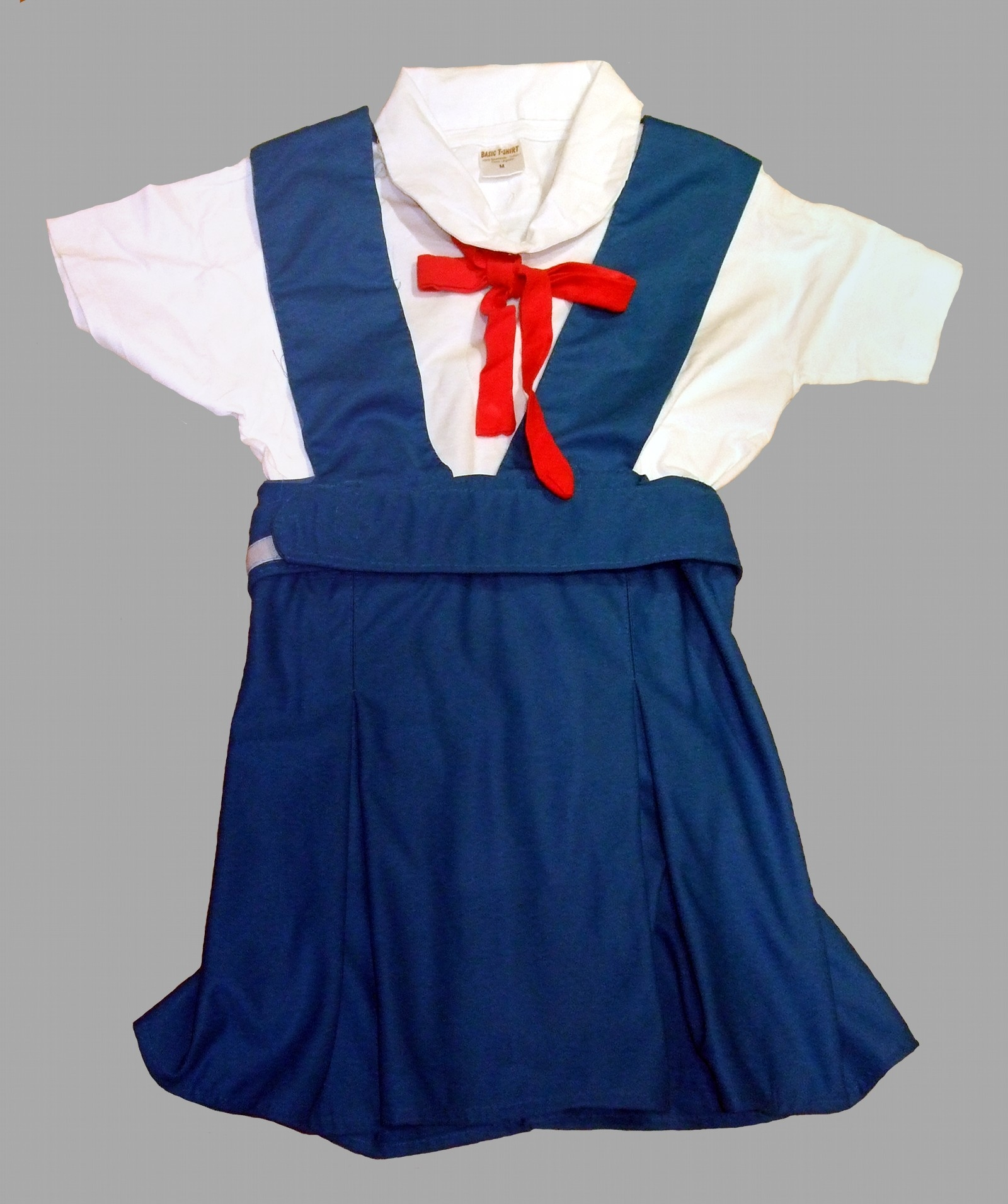
綾波零穿的學校制服的樣品

在動畫的最終話中，有一段描寫了另一種可能的平行世界，在這個世界中，綾波零是真嗣和明日香就讀的學校的轉學生，性格和原本的劇情截然不同，是個開朗、脾氣火爆的少女，早上叼著麵包出門上學時在轉角處和真嗣相撞。這個設定後來也沿用至衍生作品《新世紀福音戰士：鋼鐵戀人2nd》，該作的劇情就是在上述的平行世界中展開。將角色Q版化的跨媒體計劃《福音小戰士》中出現了綾波零三姊妹的設定，長女通稱「綾波」，用功內向；次女通稱「運動控」（スポ根），擅長運動且外向；三女通稱「小波」（チビ波），年僅4歲，喜歡收集布娃娃。在山下育人撰寫的架空設定小說《新世紀福音戰士 ANIMA》中更是出現了4個綾波，分別是長大後17歲的綾波零，代號為「特洛瓦」（トロワ，trois，法語的3），和其他3個複製人：同齡的「卡特爾」（カトル，quatre，法語的4）和「珊克」（サンク，cinq，法語的5），以及7歲的「希絲」（シス，six，法語的6）。當中的零號機經過了改造，產出了3台零號機改「0・0EVA」，由3個新登場的複製人分別駕駛。綾波零也在衍生遊戲《新世紀福音戰士：鋼鐵戀人》、漫畫《新世紀福音戰士 碇真嗣偵探日記》、《新世紀福音戰士：學園墮天錄》和衍生遊戲《新世紀福音戰士：碇真嗣育成計畫》中登場，其中在《碇真嗣育成計畫》的設定中，綾波零是真嗣的遠親，並搬到他的家裡居住。

### 漫畫版
在由角色設計師貞本義行作畫的漫畫版中，零的戲份比明日香來得突出，且更加強調與真嗣的互動、情感起伏和聯繫，設定和情節也沒有完全仿照原版。貞本表示，他想要描繪零與真嗣的關係，並且從楳圖一雄的漫畫作品《漂流教室》獲得靈感，加入手的接觸和「母親」的意涵。零在前半段的表現大致與原版相同，認為自己是空洞的人偶，存在目的就只是聽從源堂的指示駕駛零號機出擊，後來因為與真嗣的互動而使心裡發生變化。到了後半段，零隨著劇情進展變得比原版更感情鮮明，人際互動也更為開放。原版動畫在零對真嗣的感情上沒有多作著墨，而漫畫版的零對真嗣明顯抱有深情。
在單行本第5集，真嗣到零的住處，零要準備紅茶時手被燙傷，擔心她的真嗣直覺地拉著她的手去沖水。零藉著這個機會建議真嗣去和父親說說話，把心中的話表達出來。第8集中，零回想兩人的手接觸的經驗，向真嗣表示想要再摸一次他的手。與使徒阿米沙爾戰鬥時，零為了救真嗣而選擇自爆。在與阿米沙爾的內心對話中，零察覺了自己對真嗣的感情和佔有慾，並為此而心痛流淚，深情表露無遺。到了結尾人類補完的時刻，與莉莉絲融合的零探詢真嗣的想法，真嗣表示不想要補完的結局，想要再一次牽起她的手，零不由得露出泫然欲泣又開心的表情。最後，她向真嗣表達了感謝。

### 新劇場版
在「再構築」作品《福音戰士新劇場版》四部曲中，零一開始和原版動畫一樣沒有表達出感情，是個讓人感到冰冷的少女，但後來漸漸變得比原版還要更有人情味和溫度。第一部《福音戰士新劇場版：序》的劇情以動畫前6集為根基，以零對真嗣微笑的橋段作結。零在片中時常閱讀著王爾德的名著《快樂王子》，書籍設計由庵野的妻子安野夢洋子負責。第二部《福音戰士新劇場版：破》的劇情開始出現分歧，當中零不想再過著冷淡的生活，開始試著更積極地和人們接觸及互動，官方手冊稱她在學會微笑後內心開始產生變化。她也被真嗣對她的善意所感動，不只為了真嗣學做菜，還嘗試安排讓真嗣和其父源堂共進晚餐，化解兩人的冷漠關係，但出於一連串的因素，這個計畫並沒有實現。這段劇情庵野本來打算用在原版動畫的第4集，但在製作過程中被擱在一旁了。在與第十使徒交戰時，零連同零號機被使徒吞噬吸收。真嗣想拯救零的強烈意志驅使初號機覺醒，最後將零的靈魂從使徒的核救出來，兩人深深擁抱在一起。然而初號機的覺醒最終造成了第三次衝擊的不完全發動。
到了系列第三部《福音戰士新劇場版：Q》，真嗣恢復意識時已經是14年後，但EVA駕駛員並沒有長大。片中出現的零似乎是另一個她的複製人，不只沒有與真嗣的回憶，還對他相當冷漠。零聽從源堂的命令駕駛Evangelion Mark.09執行任務，真嗣回歸後一同前往執行第四次衝擊的發動，結果被反NERV組織Wille給阻止，最後陪著明日香和精神崩潰的真嗣向前行進。在最終作《新·福音戰士劇場版:│▌》中，綾波零（暫稱）與真嗣流落到第三村，寄宿在鈴原家，在第三村中學習人類的生活方式並得到自我，鼓勵真嗣從消沈中振作。最終因離開NERV後生命維持達到極限，留下遺書給洞木光，和真嗣道別後，形體化為LCL崩潰消亡。冬月称其为绫波系列的No.6。由源堂持有的真正的零在Wille與NERV決戰中被當作初號機駕駛，真嗣接手初號機完成任務，從渚薰那裡得到補完的主導權。零希望真嗣得到不用駕駛EVA的幸福，和真嗣的願望相符，他創造出一個沒有EVA的世界「Neon Genesis」，並將零送走。零在最後表達了對真嗣的「感謝」。場景轉換後，在真嗣最終落腳的世界中，隔著進站中的列車的窗戶，可以看見對面的月台有零和渚薰在一起的身影，列車經過後就再也沒看見。

## 評價與人氣
自從《EVA》於1995年首度問世之後，綾波零一直是人氣很高的角色，許多相關的同人小說、粉絲繪圖和同人誌都以她為主角。其知名度在多次人氣投票中可見一斑。《EVA》原版動畫播畢後，綾波零在日本動畫雜誌《Animage》舉辦的年度女性角色投票中蟬聯了1995年和1996年的冠軍。在《新世紀福音戰士劇場版》上映的1997年度，綾波零在《Animage》的票選中得到第5名，依舊是《EVA》排名最高的女角。2002年，在日本朝日電視台評選的最受歡迎的100個動畫角色名單中，綾波零名列第36名。朝日電視台同年也選出100個最佳動畫名場面，將第6集的「綾波零第一次對真嗣笑」排在第14位，第23集的「綾波零自爆」排在第53位。2003年，朝日電視台挑出100個最佳動畫首集片段和最終話片段，《EVA》第1集裡「真嗣和綾波初次見面」的片段被排在第16名。在朝日電視台的另一項評比「超越最終回的感動場面」裡面，「綾波零自爆」的片段再一次上榜，名列第9。

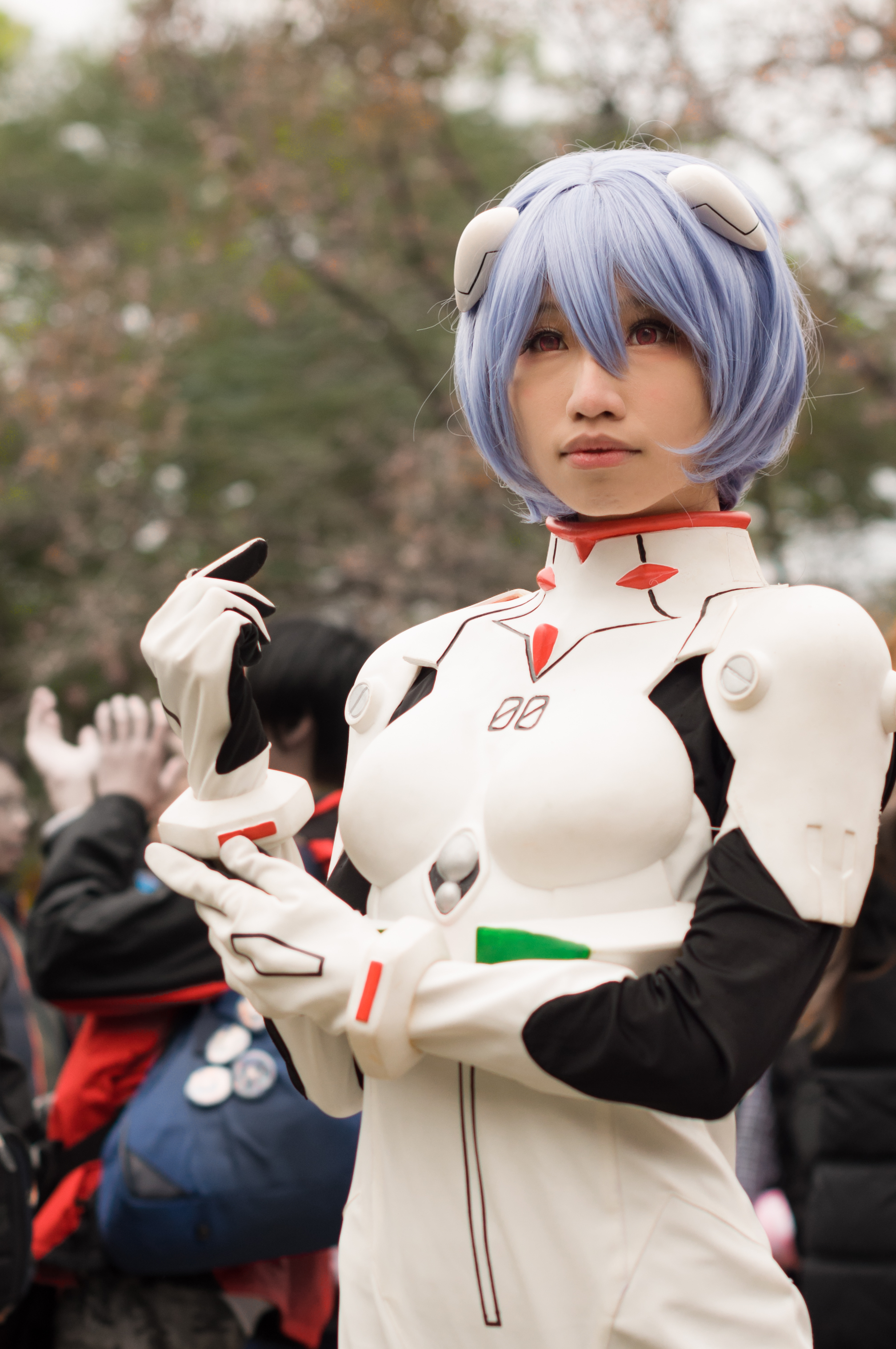
臺北市開拓動漫祭上扮成綾波零的Cosplayer

2001年，綾波零獲西班牙刊物選為最受讀者歡迎的角色第3名。2007年，日本民調網站Ranking Japan舉辦「最想和哪個動漫角色當朋友」票選，綾波零獲得第9名。在日本動畫雜誌《Newtype》於2009年8月和9月舉行的讀者投票中，綾波零分別獲選為最受喜愛角色的第4名和第2名，而另一《EVA》女角式波·明日香·蘭格雷則蟬聯冠軍。2009年10月，她登上《Newtype》投票的第3名，贏過該次第10名的明日香，成為排名最高的《EVA》女角。次年3月，《Newtype》刊登了1990年代人气女角的调查，綾波零贏得第1名。接下來的一段時間內，綾波零依舊不時登上《Newtype》的人氣榜單，偶爾也會在封面上亮相。2015年2月，綾波零獲得《Newtype》舉辦的十大高人氣女角排行的冠軍，贏過許多新作品中的女角。2018年6月，在《Newtype》列出的2010年代30大動漫女角名單裡，「新劇場版的綾波零」排在第30位。
2012年，富士电视台向约14000名观众詢問他们心目中的最佳动画女主角，结果显示綾波零获得第8名。2013年，日本廣播協會（NHK）節目「涉谷ANIME LAND」（渋谷アニメランド）票選出日本動畫史上最受歡迎的10位女角，綾波零排在第10名。2020年5月，NHK舉行了「全福音戰士大投票」，綾波零獲選為系列中第三受歡迎的角色。根據官方在2019年發表的劇場版人氣投票，綾波零也排在第3名。在前兩項排名皆位居榜首的明日香原本人氣不如綾波零，但在新剧场版推出後人氣逐漸追上甚至超越綾波零，庵野秀明对此解释说，电视版的綾波零更具魅力，那是因为她是谜一般的存在；但是，随着故事的结束，她就会被观众所了解。川上量生进一步谈道，綾波零不仅是一个角色，也是象征着世界观的人物，因此谜题解开后其魅力就会减弱；相對的，明日香则是作为一个纯粹的角色被创作出来的，解开谜题也不会影响其魅力。2019年，在一項針對女性觀眾進行的人氣角色投票中，綾波零名列第3名。綾波零的台詞也獲得了相當大的迴響。NHK BS Premium在2020年5月舉辦的「全福音戰士大投票」選出了99大名台詞，零對真嗣說的台詞「不。你不會死的，我會保護你。」（…いいえ あなたは死なないわ 私が守るもの）排名第一。
日本評論家東浩紀認為綾波零是個「令人印象深刻的角色」，理由包含聲優林原惠的優秀表現，以及寫實的心理刻畫：「零的孤獨感建立在幾可觸及的切實基礎上，極其真實地向我們呈現出當代兒童無法與人溝通的情況。」。網站的編者稱讚綾波零是他看過最有趣的角色，但批評劇組沒有賦予她應得的戲份，角色探索不足，觀眾到頭來還是不知道她背後的真相。另一網站Animecritics.com的皮特·哈科夫（Pete Harcoff）則評論道：「（零）毫無個性可言，在系列的大半段落中都是個謎一般的人物。系列中的一部分陰謀情節就是在挖掘與她有關的秘密。」不過，THEM动画评论网的編輯拉斐尔·西伊（Raphael See）批評包含零在內的所有《EVA》角色都「毫無新意」，並直言自己無法理解零這個角色為何會大受歡迎。
根據《日經新聞》於2007年9月1日刊載的專欄報導指出，綾波零的人氣十年不減，在日本大約有100萬名男性對零抱有愛慕之情，並形容零是「以包著繃帶的姿態出現的現代女神，也是日本動畫的代表」。2009年，日本Oricon新聞的一份報導表示，綾波零已然成為《EVA》系列的招牌。同一年IGN网站也将綾波零评为25大日本动画角色的第10名，編者克里斯·麥肯齊（Chris Mackenzie）指出綾波零是最有影響力的動畫角色之一，但也認為她其實和其他角色不太相同，因為「她是一個我們從未解開的謎」。2010年，的編者湯瑪斯·佐斯（Thomas Zoth）選出日本動畫中的10大代表性女英雄，綾波零排在第10位。佐斯評論道，她的周邊商品相當熱銷，並掀起了日本動畫界的萌系熱潮。動畫新聞網的編輯們在《福音戰士新劇場版：序》的影評中給予零評論，卡洛·桑托斯（Carlo Santos）指出綾波零的個性還是和原版動畫沒有兩樣，而賈斯汀·賽瓦基斯（Justin Sevakis）則稱讚她對真嗣的善意做出的回應。雜誌《The Artifice》的編者賈斯汀·吳（Justin Wu）認為，綾波零與當時傳統的動漫女角（堅強、溫柔、有魅力）大相逕庭，反而營造出另一種魅力。

## 文化影響
綾波零對於日本動漫界和許多動漫角色造成了相當大的影響。由於《EVA》的高人氣，許多作品都出現了和零有著類似審美特徵和個性的角色。往後幾年，綾波零在廣大御宅族心中有著崇高的地位，其他有著相似特質的角色也獲得了成功。學者分析，綾波零這個角色能如此成功的原因可以追溯到「萌文化」的誕生，這種文化形塑出某種特定的人物公式，照著公式設計出來的角色可以很容易的供御宅族客戶們辨識和消費。評論家東浩紀也認為，其他角色的誕生並不見得都是受到《EVA》或者綾波零的直接影響所致，真正的原因是零對萌文化中的萌屬性「資料庫」的影響。他指出，即使是沒有受到《EVA》影響的創作者，也會因為把新的萌屬性拿來使用而創造出類似零的角色。這些屬性包含藍髮、皮膚白皙、沉默、神秘的能力、被動和冷漠等。
對於受到綾波零影響的動畫角色，東浩紀認為的案例包含視覺小說《雫》的月島琉璃子和動畫《機動戰艦》的星野琉璃。其他評論家也各自表達了自己的看法，認為以下角色模仿了綾波零的角色特質，或者將兩者相提並論：《餓沙羅鬼》的美春、《銀河天使》的香草·亞修、《無限的未知》的妮亞、《鍵姬物語》的桐原有人、《鋼之鍊金術師》的莉莎·霍克愛、《The Big O》的R·桃樂絲·溫萊特、《少女革命》的姬宮安茜、《罪惡王冠》的楪祈、《舞-HiME》的深優·葛利亞和《變種危機》的愛。有些角色經創作者承認是參考綾波零創作出來的，例如漫畫《神劍闖江湖》裡的雪代巴和《海波追尋的終幕》裡的濱內海。動畫《玲音》的主角岩倉玲音也常被認為和綾波零有所關聯，然而該作的編劇小中千昭否認受到《EVA》的直接影響。他對《EVA》的角色特質予以讚賞，但表示並沒有發現兩者間有很多共通點。
森川嘉一郎指出，在綾波零問世之前，日本動畫中並不常出現有身體殘疾的的主要角色，少數的例子包含《機動戰士鋼彈》的夏亞·阿茲納布爾和《風之谷》的娜烏西卡。在《EVA》大受歡迎之後，身上纏著繃帶的設計開始普及，成為了綾波零和許多扮成她的Cosplayer的註冊商標。雜誌《The Artifice》的編者賈斯汀·吳視綾波零為「無口」角色的鼻祖，這類角色的主要特徵包含沉默寡言、缺乏感情、聲音單調且說話直接。他也指出，這種萌屬性日後催生了許多受歡迎的角色，例如《涼宮春日的憂鬱》的長門有希、《黑貓》的伊芙和《地狱少女》的閻魔愛。此外，也有評論家認為，綾波零是將另一角色特質「冷嬌」（クーデレ）發揚光大的推手；這種角色的特徵是將自己的真實情感隱藏在憂鬱和冷漠的外表下。綾波零也被歸類為「三無少女」，甚至有評論認為她就是該類型角色的始祖。
綾波零也對日本音樂界造成了影響。日本樂團Rey就是用綾波零的名字發音來命名的。樂團BUMP OF CHICKEN成員藤原基央也以綾波零為靈感來源來為歌曲寫詞，並採用綾波零英文名字的首字母縮寫「R.A.」當作該曲的英文標題。有幾位知名日本藝術創作者曾發表過綾波零的粉絲繪圖，像是OKAMA、Huke、奧浩哉、種村有菜和中川翔子等人。綾波零在作品中的穿著常被當作取材對象。在英文歌曲We Appreciate Power的音樂錄影帶（MV）中，兩名歌手格莱姆斯與Hana穿著參考零和明日香的服裝登場。在2012年維多利亞的秘密時尚秀上，英國名模卓丹·鄧登台時所穿的衣服和綾波零的作戰服相當相似，引發媒體報導，Gainax對此表示不知情。綾波零也啟發了法國時尚品牌路易威登，他們在2016年春季推出的一款衣服就是以她為參考。西班牙服飾品牌飒拉的模特兒珍·莫斯利（Jane Mosley）身上有綾波零圖案的紋身。

### Cosplay
|                                 | 雖然《EVA》是以樸素作為角色設計的基本概念，但是戰鬥服卻相當華麗，感覺上就像會讓人害羞的人體彩繪。我曾想過，這會不會變成市面上Cosplay玩家之間流行的服裝？然而據說Comike和WF已經有這種情況了。（⋯⋯）藍色的假髮配上白色的作戰服，真想看看。 |
| ——貞本義行在漫畫第2集折口的評論 | |

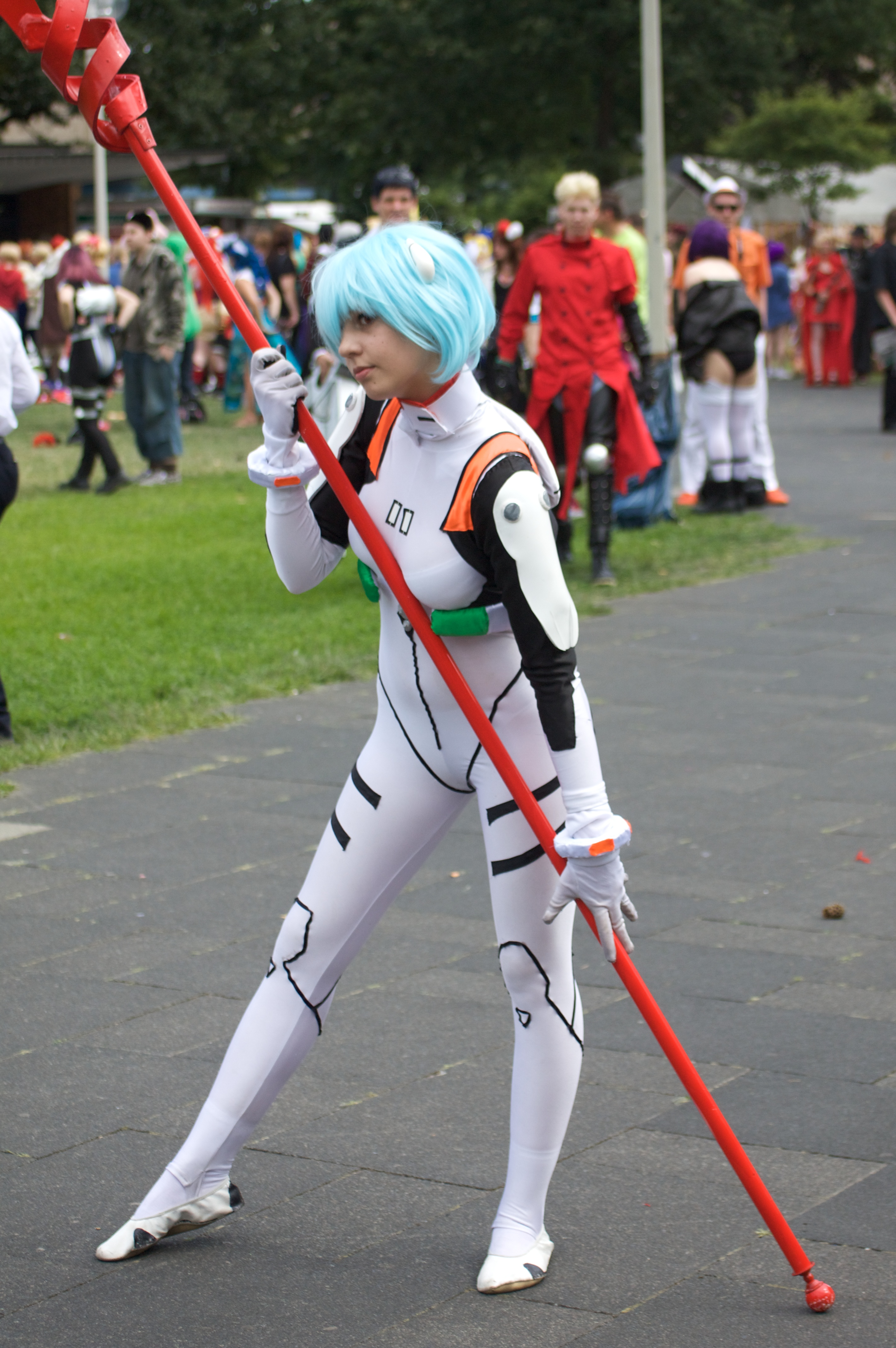
德國AnimagiC上手持朗基努斯之枪的Cosplayer

綾波零的Cosplayer為數眾多，在動畫展和網路上都可看見，許多日本知名人物也曾Cosplay成綾波零。2006年，加藤夏希為了宣傳《EVA》的分冊百科《EVANGELION CHRONICLE》而扮成綾波零。在2008年的Anime Expo上，歌手中川翔子扮裝成綾波零進行表演。演員仲村美羽與其他五位模特兒在《福音戰士新劇場版：破》的上映慶祝會上穿著綾波零的作戰服。此外，日本的森下悠里、川島海荷、雨宮留菜、谷川愛梨、三上悠亞、篠崎こころ、內田理央、宇野昌磨、七海ティナ和台灣的Pan Piano等人也曾進行Cosplay。2019年，據NHK報導，日本福岡地區有一名男子穿著綾波零在《福音戰士新劇場版：Q》中的黑色作戰服闖空門。

## 商業活動

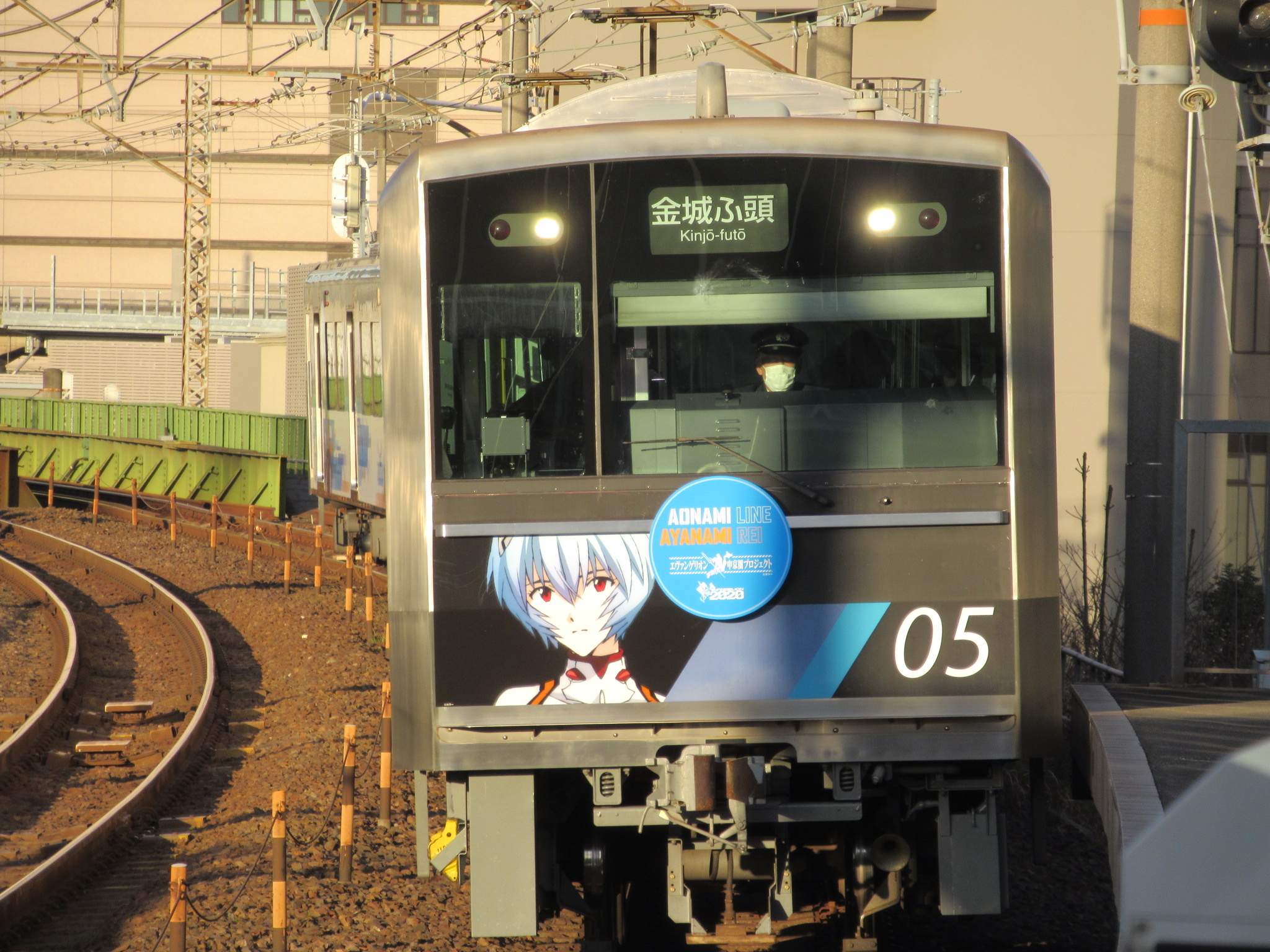
日本名古屋市青波線一列行駛中的電車，車頭印有綾波零的圖像

《EVA》首播之後，綾波零很快就受到廣大觀眾的喜愛，帶動周邊商品熱賣，銷量比其他《EVA》角色都來得高。以綾波零為主題的周邊商品包含玩具、T恤、可動人偶、樂器、等身公仔、飾品、服裝、化妝品、信用卡和手錶。其中可動人偶和模型的成功尤其受到矚目。作家Kazuhisa Fujie指出，儘管《EVA》系列的模型和玩具在第一波推出時成績不佳，但綾波零的可動人偶相當受歡迎，銷量甚至超過了作品本身的周邊。他認為這可能是日本機器人動畫中第一個也是唯一一個「角色周邊比機器人周邊熱賣」的案例。《日經新聞》於2007年刊載的報導中，記者也提到他在秋葉原看了一圈就只有綾波零的立體模型銷售一空，比較稀有的甚至可以在網路賣場拍出數十萬日圓的高價。根據當時的調查，綾波零的模型的收藏者大多介於30歲到40歲左右。綾波零的高人氣也讓她不時登上雜誌封面，例如《滾石雜誌》日文版2007年9月號。綾波零在書刊封面的亮相連帶提高了銷量，她因而被日本媒體稱作「隨意操縱雜誌銷量的少女」、「想要大賣的命定之道」和「Premium Girl」（極品少女）。
1997年，角川文庫推出了《REI 新世紀福音戰士人物寫真集》，收錄聲優林原惠為綾波零所寫的詩。2001年3月30日，日本唱片公司國王唱片發行了一張名為《EVANGELION -THE BIRTHDAY OF Rei AYANAMI-》的專輯，慶祝綾波零的生日。同年，Broccoli推出以綾波零為對象的養成遊戲《新世纪福音战士：绫波育成计划》。除了《EVA》系列的衍生遊戲外，綾波零也在和許多遊戲的跨界合作當中登場，如《怪物彈珠》、《超級機器人大戰》系列、《熱情傳奇》、《龍族拼圖》、《公主踢騎士》、《LINE Rangers 銀河特攻隊》、《UNISON聯盟》、《召喚圖板》、《魔物獵人》系列、《新楓之谷》、《Hortensia SAGA 蒼之騎士團》、《神域召喚》、《魔法氣泡！！Quest》、《仙境传说》、《貓咪大戰爭》、《閃耀暖暖》、《重裝戰姬》、《崩壞3rd》、《龍族幻想》、《鋼嵐》和《勝利女神：妮姬》等。綾波零也在动画及其第2期的福音战士联动回以及劇場版《來自未來的神速ALFA-X》中出场。許多服飾品牌也推出以綾波零為主題的《EVA》聯名服飾，像是日本的GU、RADIO EVA、SugarGroupies、3RDWARE、F-LAGSTUF-F和台灣的StayReal。
2005年，日本漫畫家吉崎觀音在慶祝《EVA》首播10週年的企劃中設計了一系列使徒模型，其中最後一款就是有著綾波零外表的莉莉絲。2009年12月，芬達樂器公司將兩把以綾波零為設計靈感的限量特製吉他放到網路上拍賣，最後分別以10萬美元和8萬美元的高價成交。2012年，日本電視台在總部附近舉辦的「汐博2012」上展出一尊綾波零的超大模型，高度超過18公尺，並附有溜滑梯。2013年，於中國上海市舉辦的「新世紀福音戰士大展」展出了真人大小的綾波零模型。2015年，西日本旅客鐵道為了慶祝成立40週年和《EVA》首播20週年，推出了改裝列車「500 TYPE EVA」，綾波零也在海報中亮相。2020年，《EVA》與本田車款本田思域合作，綾波零和其他一眾角色在廣告中亮相。

## 備註
1. 1 2  官方分冊百科《EVANGELION CHRONICLE》上寫的資料為「不明」[3]，不過2001年3月30日時，日本唱片公司國王唱片發行了一張名為《EVANGELION -THE BIRTHDAY OF Rei AYANAMI-》的專輯，表示要慶祝綾波零的生日[4]，這一天因而被認定為零的生日。另外，3月30日也是聲優林原惠的生日[5]。
2. ↑  背後實際由源堂和冬月耕造操縱。
3. ↑  此圖取自贞本义行畫集《Der Mond》[35]。此圖也出現在《Newtype》1995年4月號，並標記為綾波零[36]。
4. ↑  此圖取自贞本义行畫集《Der Mond》並經過剪貼。此圖也用於《新世紀福音戰士》的「企畫書」。
5. ↑  由其妻擔任原作的漫畫，分成上下篇於《Newtype》1994年2月号和3月号發表，後收錄於《月刊少年Ace》2002年12月号別冊附錄。
6. ↑  庵野後來在和貞本談話時，提到這樣的設計有點缺乏特徵，髮色和瞳色應該要更有日本動畫的風格，並使用讓人能一眼分辨角色的顏色[49]。
7. ↑  至於「理想的真嗣」則是渚薰[61]。
8. ↑  真嗣對應到素戔嗚尊，社交技能拙劣，言行也很相似；明日香對應到天鈿女命，不吝於炫耀肉體[110]。
9. ↑  譯註：日文為，意指天神來到人間，即中文裡的「下凡」。
10. ↑  據《新·福音戰士劇場版:│▌》說明，EVA駕駛員的身體不會成長，但頭髮還是會變長。《│▌》中的真正的零也留了一頭長髮。
11. ↑  官方給她的名字是「綾波零（暫稱）」[157]，中文圈亦稱「黑綾波零」或「黑化綾波零」。
12. ↑  譯註：原文為日式英語，為（通訊；溝通）加上否定字首而成。
13. ↑  做為參考，日本該年度的男性人口統計結果約為6231萬[192]。
14. ↑  東浩紀一共舉了三個例子：月島琉璃子、星野琉璃和動畫《秋葉原電腦組》的大鳥居燕。他認為月島琉璃子模仿了綾波零，星野琉璃同時引用了前兩者，而大鳥居燕則是戲仿星野琉璃設計的結果。[200]
15. ↑  日本人名是姓前名後，用英文寫法的話會變成名前姓後。
16. ↑  編註：中文版的翻譯與原文略有出入，此處做了些微調整。
17. ↑  原文書名：，台灣東販翻譯書名：「REI 新世紀EVANGELION福音戰士人物寫真集 綾波零」。